# Quesada, Jaén
Quesada là một đô thị trong tỉnh Jaén, Tây Ban Nha.
Quesada nằm ở miền nam Tây Ban Nha. La Cañada de las Fuentes, nằm trong cùng một đô thị, là đầu nguồn của Guadalquivir.
Lâu đài Tíscar đang ở trong tình trạng đổ nát, nhưng gần đó là Cueva del Agua, một hang động nơi có một thác nước ấn tượng và nơi có người nói rằng Trinh Nữ của Tíscar xuất hiện.
Nền kinh tế của vùng là dựa vào nông nghiệp, chủ yếu là ô liu. Có một lễ hội mùa hè hàng năm từ ngày 23 tháng 8 đến ngày 28 tháng 8.